# つぼみ大革命
つぼみ大革命（つぼみだいかくめい）は、2010年から2025年まで活動した、吉本興業グループ所属の女性アイドルユニット。
キャッチフレーズは「新感覚コミックアイドル」。2019年までの旧ユニット名は「つぼみ」。

## 概要
2010年、NSC女性タレントコース出身者で結成。桜（稲垣早希）の後輩にあたることから、当時のマネージャーにいつか桜のように開花することを目指して「つぼみ」と名付けられた。
結成当初は同じ吉本所属のアイドルグループ「YGA」や「NMB48」との兼ね合いから「ガールズユニット」を自称しており、歌ではなく演目中心のバラエティ色の強い活動をしていたが、2014年から運営体制が一新されアイドル活動を開始。
2017年からはメンバー主導のセルフプロデュースとなり、2019年に「つぼみ大革命」へと改名。「歌とダンスと映像とコントが合わさった、一つのストーリーのような新しい形のライブでアイドル界に革命を起こしたい」という思いから「大革命」を付けたとしている。
基本的に、NSC女性タレントコースの卒業オーディション合格者が、「つぼみ」として吉本興業に所属。同コースが終了してからは、スカウトやオーディションで新規メンバーを追加していたが、2015年度以降は募集を休止しメンバーを固定、各メンバー、ユニットの特色を活かしたパフォーマンスを行っている。
東京と大阪を拠点に、歌やダンスは勿論のこと、ワンマンライブでは芝居やコントを組み込んだ構成、それ等を軸としたミュージカル調のライブ演出など、既存のアイドルとはまた違った新感覚のライブイベントを開催している。

## 略歴
2009年 
- 8月　NSC女性タレントコース4期（強化生）の一部、および5期（在校生）の約30名から結成。
- 11月22日　ヨシモト無限大ホールOSAKAにて、初イベント「つぼみの開花宣言vol.1」開催。

 2010年 
- 1月　ミューモアヨシモトにて、NSC女性タレントコース以外の一般から新規メンバー募集開始[3]
- 1月　つぼみのリーダーにYGAを卒業したキンチャク（浅本美加、安田由紀奈）の2名が就任[4][5]。
- 4月　NSC女性タレントコース5期卒業オーディションの結果、13名の残留が決定（1期生）。
- 4月　ミューモアヨシモトつぼみオーディションの結果、11名の加入が決定（2期生）。
- 4月29日　お披露目会見が行われ、合計24名による正式な活動を開始 (ガールズユニット)[6]。
- 9月　近藤沙良、村上文香がNMB48第1期オーディションの3次審査に進んだことにより、つぼみを卒業。
- 11月　乾唯里菜、鈴木恵梨奈が卒業。

 2011年 
- 2月9日　1st DVD「つぼみの開花宣言!!〜はじめてのDVDガンバリました!〜」発売。
- 4月　つぼみオーディションの結果、NSC女性タレントコース6期生から2名（村山真梨、北山麻依加）の加入が決定（3期生）。
- 4月16日　つぼみの開花宣言!!vol.8にて田尾悠が卒業。
- 10月22日　つぼみの開花宣言!!vol.10にて初鳴（清原菜見子、内藤梨沙、鶴原阿弓）が卒業。

 2012年 
- 3月17日　キンチャク卒業式にてキンチャク（浅本美加、安田由紀奈）がつぼみのリーダーから卒業。
- 4月28日　村山真梨が卒業。
- 5月5日　つぼみオーディションの結果、NSC女性タレントコース7期生および外部から計4名（禹可奈、奥平哲子、じぇじゅん♀、樋口碧子）が加入（4期生）。
- 5月15日　井内里菜（りなんなん）が病気療養を理由に卒業。
- 7月15日　つぼみ博覧会!!vol.6にてHIROKAが卒業。
- 10月8日　つぼみ開花宣言!!vol.13にて福田多希子、北山麻依加が新喜劇移籍につき卒業。
- 12月10日　奥平哲子、禹可奈が卒業。

 2013年 
- 3月31日　つぼみの開花宣言!!Finalにて、今井希世、たみ優子、じぇじゅん♀（岩政久美子）が卒業。
- 5月4日　つぼみオーディションの結果、NSC34期生および外部から計3名（恵梨華、白城ちこ、水森依音）が加入（5期生）。

 2014年 
- 3月30日　つぼみ公演～目指す夢～にて山口綾子、小寺真理、福田麻貴、加藤茉奈、中上亜耶、金沢沙里衣、八木沙季が卒業。
- 4月　つぼみのアイドル化が本格的に始動。 杉山優華が正式にリーダー就任。
- 5月25日　つぼみオーディションの結果、NSC34・36期生および外部から計4名（朝倉こと姉・糸原沙也加・岡本蓮・栗本莉奈）が加入（6期生）。
- 8月26日　「めざせ!トップアイドル あるある甲子園」(品川ステラボール) 決勝戦出場。

 2015年 
- 1月11日　つぼみ新春ファンミーティングにて朝倉こと姉が卒業。
- 3月31日　栗本莉奈が病気療養を理由に卒業。
- 4月29日　メジャーデビューCD(ミニアルバム)「1000日前から I Love You!」発売。
- 10月4日　地上波初のレギュラー番組「ボートのつぼみ」(サンテレビ) 放送開始。

 2016年 
- 4月2日　ワンマンライブ5公演連続チケット完売を達成し、なんばグランド花月でのワンマンライブ開催が決定。
- 10月4日　初のレギュラーラジオ番組「つぼみのじゃんぐる♥レディOh！」(YES-ｆｍ) 放送開始。
- 12月21日　1st シングルCD「ありがとうはほんの気持ちだよ」発売。
- 12月25日　なんばグランド花月にて進退を賭けたワンマン「つぼみLIVE～NGKからI Love You！～」を開催。立ち見席も含めた超満員の中で成功させた[7]。

 2017年 
- 2月4日　白城ちこ卒業公演にて白城ちこが卒業。
- 3月4日　東京初ワンマン「つぼみ東京初LIVE〜名前だけでも覚えてぇ〜」(ヨシモト∞ホール) 開催。
- 6月4日　初の東西ツアー開始。「つぼみLIVE〜おおきに！東西まわれてバンザイツアー大阪〜」(YES THEATER) 開催。
- 7月1日　東西ツアー「つぼみLIVE〜おおきに！東西まわれてバンザイツアー千葉〜」(幕張イオンモール劇場) 開催[8]。
- 8月2日　2nd シングルCD「スカッとサマラバ☆」発売。

 2018年 
- 1月29日　冠番組「混ぜるとキケン!? TSUBOMIX」(Kawaiian TV) 放送開始。
- 4月28日　Zepp Namba (OSAKA) にてワンマン「つぼみLIVE〜今宵はどんちゃん騒ぎ〜in Zepp Namba」を開催。過去最高集客を記録[9]。
- 8月1日　3rd シングルCD「Dreamer」発売[10]。
- 11月7日　配信シングル「虹の向こうへ」発売。
- 11月24日　渋谷マウントレーニアホールにてワンマン「つぼみLIVE〜俺たちのスピードについてこれるかな？〜」開催[11]。

 2019年 
- 2月6日　1st フルアルバムCD「9 (ナイン)」発売。
- 3月30日　過去最大規模のワンマン「つぼみ大決戦 〜この道が間違ってないって証明したいねん〜」(大阪城野外音楽堂) 開催。「つぼみ大革命」への改名を発表[12]。
- 5月15日　4th シングルCD「走り出せ希望」発売。
- 6月7日　渋谷O-EASTにてワンマン「つぼみ大革命 〜今すぐバイトやめたい〜」開催[13]。
- 10月23日　5th シングルCD「笑DNA」発売。
- 10月27日　新宿ルミネtheよしもとにてワンマン「URETAINEN 〜つぼみ大革命ワンマンライブ〜」開催[14]。
- 12月9日　「女芸人No.1決定戦 THE W 2019」(日本テレビ) 決勝戦出場。

 2020年 
- 1月4日　ラジオ冠番組「つぼみ大革命のOSAKA DNA」(FM OH!) 放送開始。
- 1月9日　ドラマ「ランチ合コン探偵」(日本テレビ) の主題歌に「恋愛ランチ」がタイアップ。
- 1月26日　初の全国ツアー開始。「つぼみ大革命初全国ツアー〜バーンっていってガーンって突破〜渋谷」(ヨシモト∞ホール) 開催。
- 3月4日　6th シングルCD「恋愛ランチ」発売。
- 3月-4月 新型コロナの影響で初全国ツアーの4箇所が中止（名古屋、福岡、埼玉、大阪）
- 4月29日 つぼみ大革命（ex.つぼみ）として10周年を迎えファンクラブ設立。結成10年を迎えて日本ご当地アイドル活性協会より『ご当地アイドル殿堂入り』に認定された[15]。
- 10月7日 7th シングルCD「逆襲のYEAH！」発売。表題曲はつんく♂全面プロデュース[16]。
- 12月24日 なんばグランド花月での4年ぶり2度目のワンマン「つぼみ大革命ワンマンライブ〜夢でも見なきゃやってられない～」開催[17]。

 2021年 
- 1月20日　配信シングル「ぷにゅ」発売。シンガーソングライターのコレサワが楽曲提供[18]。
- 2月14日　初写真集「PHOTO BOOK DAIKAKUMEI」発売。
- 3月3日　2nd アルバムCD「最強つぼみDX」発売[19]。
- 4月-5月 新型コロナの影響で東西ツアーの東京公演中止と大阪公演延期を発表。
- 7月15日　振替公演「つぼみ大革命東西ツアー〜最強つぼみDX〜大阪」(なんばHatch) 開催。
- 9月29日　配信シングル「正念場DoDa」発売[20]。
- 11月7日　約2年ぶりの東京ワンマン「つぼみ大革命ワンマンライブ〜ここが正念場だぁぁぁぁぁぁぁぁぁ！〜」(品川インターシティホール) 開催[21]。

 2022年 
- 2月2日　ミニアルバム「GOCHAMAZE」発売。
- 4月28日　「つぼみ大革命 12周年アニバーサリーライブ」(OSAKA MUSE) 開催。
- 6月8日　配信シングル「ちゅき♡らびゅ〜HARD ver.〜」発売。
- 6月29日　配信シングル「JOYちむ」発売。
- 8月24日　配信シングル「ギミギミチョモランマ」発売。
- 10月19日　配信シングル「とってもペイズリー」発売。ニッポンの社長・辻クラシック (ジュースごくごく倶楽部) が楽曲提供。
- 11月30日　配信シングル「シンガロンパーティー」発売。

 2023年 
- 2月1日　ミニアルバム「HACHAMECHARGE」発売。
- 4月30日　東京ワンマン「HACHAMECHARGE 〜恋愛だけの女はつまらんけど仕事だけの女もつまらんよね、なーんてそんなことばっかり言ってらぁ〜」(恵比寿ガーデンルーム) 開催。
- 9月20日　配信シングル「18:48」発売。
- 9月23日　東京ワンマン「つぼみ大革命ワンマンライブ 〜ENJOOOOOOOOOY！〜」(渋谷PLEASURE PLEASURE) 開催。
- 11月7日　8th シングルCD「スーパーヒーロー」発売。
- 12月9日　東京ワンマン「つぼみ大革命ワンマンライブ 〜ビッグバン！パラレルの未来は明るいぜいイェイイェイ〜」(代々木 山野ホール) 開催。
- 12月28日　「樋口みどりこ・恵梨華 卒業コンサート 〜笑わせて大革命！今日は泣かせてひぐえり大革命！〜」(心斎橋 BIGCAT) にて樋口みどりこ・恵梨華が卒業。

 2024年 
- 2月21日　配信シングル「さあ行こうぜっ！」発売。
- 4月24日　配信シングル「美しき疲労感」発売。
- 10月2日　配信シングル「つぼみ大革命」発売。
- 12月31日　5年ぶりの年越しLIVE「つぼみ大革命カウントダウンライブ 〜せーのっ巳！〜」(青山RizM) 開催。

 2025年 
- 1月8日　配信シングル「センキュー！」発売。
- 1月16日　7月5日に解散することを公式サイトにて発表。[22]。
- 3月8日　全国7箇所ツアー開始。（大阪・埼玉・名古屋・京都・神戸・東京・沖縄）
- 4月25日 なんばグランド花月での3度目のワンマン「つぼみ大革命ワンマンライブ 〜私たちの名はつぼみ大革命〜」開催。
- 4月30日　ラストアルバムCD「DENSETSU ～胸はれ！幸あれ！～」発売。
- 7月5日　渋谷 duo MUSIC EXCHANGEでラストライブ「つぼみ大革命ラストライブ ～我等蕾永久不滅也～」を開催し解散。

## メンバー

### 解散時のメンバー
| 名前        | 読み            | 生年月日       | 出身地 | ニックネーム | コンビ                                  | 担当                        | カラー   | 加入                 |
| ----------- | --------------- | -------------- | ------ | ------------ | --------------------------------------- | --------------------------- | -------- | -------------------- |
| 杉山 優華   | すぎやま ゆうか | 1992年8月29日  | 京都   | ゆうか       | KOMAGOME (アイドルデュオ)               | リーダー ハスキーボイス担当 | 水色     | 1期                  |
| 松下 千紘   | まつした ちひろ | 1994年3月12日  | 大阪   | ちーちゃん   | KOMAGOME (アイドルデュオ)               | 妹担当                      | Sピンク  | 1期                  |
| しより      | しより          | 1994年8月26日  | 奈良   | しより       | シュークリーム (漫才コンビ)             | ビューティー担当            | 赤色     | 2期 （ミューモア組） |
| 吉岡 久美子 | よしおか くみこ | 1992年12月24日 | 兵庫   | くぅ         | シュークリーム (漫才コンビ)             | ツッコミ担当                | ブルー   | 2期 （ミューモア組） |
| 水森 依音   | みずもり いおん | 1993年6月25日  | 大阪   | いおん       | 元・exploreamo (ロックシンガー)         | メルヘン担当                | パープル | 5期                  |
| 糸原 沙也加 | いとはら さやか | 1993年2月7日   | 大阪   | いとっち     | ふわふわパンチ (アコースティックデュオ) | 癒やし担当                  | ピンク   | 6期                  |
| 岡本 りん   | おかもと りん   | 1993年1月5日   | 埼玉   | ソイヤ       | ふわふわパンチ (アコースティックデュオ) | イラスト担当                | ホワイト | 6期                  |

### 旧メンバー
1期生（卒業） ※正規メンバーのみ
| 名前        | 読み            | 生年月日       | 出身地 | ニックネーム | コンビ                | 備考                            |
| ----------- | --------------- | -------------- | ------ | ------------ | --------------------- | ------------------------------- |
| 乾 唯里菜   | いぬい ゆりな   | 1988年11月26日 | 兵庫   | いぬいちゃん | -                     | -                               |
| 加藤 茉奈   | かとう まな     | 1989年2月23日  | 兵庫   | まなてぃ     | -                     | -                               |
| 清原 菜見子 | きよはら なみこ | 1984年5月21日  | 大阪   | なっぺ       | 元 (唱和シェアリング) | -                               |
| 小寺 真理   | こてら まり     | 1991年8月31日  | 大阪   | まりこりん   | 元 (りんごあめ)       | 吉本新喜劇 / 吉本坂46           |
| たみ優子    | たみ ゆうこ     | 1984年9月21日  | 徳島   | たみ         | -                     | -                               |
| 鶴原 阿弓   | つるはら あゆみ | 1986年6月17日  | 大阪   | つる         | 太陽の小町            | ラフィーネプロモーション (芸人) |
| 内藤 梨沙   | ないとう りさ   | 1986年6月27日  | 京都   | りっぺ       | トロピカルマーチ      | K-PRO (芸人)                    |
| 森碕 ひろか | もりさき ひろか | 1987年1月13日  | 兵庫   | ひろか       | -                     | 吉本興業 (俳優)                 |
| 福田 多希子 | ふくだ たきこ   | 1984年7月25日  | 奈良   | たっきぃ     | -                     | 元･吉本新喜劇                   |
| 福田 麻貴   | ふくだ まき     | 1988年10月10日 | 大阪   | まーぼう     | 3時のヒロイン         | 吉本興業 / 女芸人THE W 優勝者   |
| 山口 綾子   | やまぐち あやこ | 1992年9月22日  | 大阪   | ぐっさん     | 元 (りんごあめ)       | -                               |

2期生（卒業）
| 名前         | 読み            | 生年月日       | 出身地 | ニックネーム | コンビ      | 備考                          |
| ------------ | --------------- | -------------- | ------ | ------------ | ----------- | ----------------------------- |
| 今井 希世    | いまい きよ     | 1988年11月28日 | 大阪   | きーちゃん   | 元 (マキヨ) | -                             |
| 金沢 沙里衣  | かなざわ さりい | 1993年8月29日  | 京都   | サリー       | -           | -                             |
| 近藤 沙良    | こんどう さら   | 1993年5月7日   | 京都   | さらぞー     | -           | -                             |
| 鈴木 恵梨奈  | すずき えりな   | 1989年3月16日  | 福岡   | ウネちゃん   | -           | -                             |
| 田尾 悠      | たお はるか     | 1991年5月3日   | 兵庫   | はるぴ       | -           | -                             |
| あやつるぽん | あやつるぽん    | 1988年1月15日  | 大阪   | あやつるぽん | -           | -                             |
| 村上 文香    | むらかみ あやか | 1993年6月2日   | 兵庫   | あーか       | -           | 元･NMB48 / NHK大津キャスター  |
| 八木 沙季    | やぎ さき       | 1993年5月31日  | 兵庫   | さきぴょん   | -           | YU-M エンタ (元･Lovelys)      |
| 井内 里菜    | いうち りな     | 1990年7月25日  | 大阪   | りなんなん   | -           | きゅるりんアイドル りなんなん |

3期生（卒業）
| 名前      | 読み        | 生年月日       | 出身地 | ニックネーム | コンビ            | 備考          |
| --------- | ----------- | -------------- | ------ | ------------ | ----------------- | ------------- |
| まいか    | まいか      | 1990年6月2日   | 大阪   | まいか       | 元 (アスタリスク) | 元･吉本新喜劇 |
| 鈴井 りま | すずい りま | 1991年12月13日 | 大阪   | すずどん     | -                 | -             |

4期生（卒業）
| 名前            | 読み            | 生年月日      | 出身地 | ニックネーム | コンビ              | 備考                 |
| --------------- | --------------- | ------------- | ------ | ------------ | ------------------- | -------------------- |
| 禹 可奈         | う かな         | 1994年9月28日 | 兵庫   | うーちゃん   | 元 (さくらんぼ)     | -                    |
| オクヒラ テツコ | おくひら てつこ | 1995年6月30日 | 大阪   | てこ         | 元 (さくらんぼ)     | 元･ぺこ&りゅうちぇる |
| 岩政 久美子     | いわまさ くみこ | 1988年10月3日 | 岡山   | にゃんこ     | -                   | 旧名･人妻ニャンコ    |
| 樋口 みどりこ   | ひぐち みどりこ | 1993年1月18日 | 兵庫   | みぃこ       | 元 (ひぐちとえりか) | 吉本興業 (俳優)      |

5期生（卒業）
| 名前      | 読み        | 生年月日       | 出身地 | ニックネーム | コンビ              | 備考 |
| --------- | ----------- | -------------- | ------ | ------------ | ------------------- | ---- |
| 白城 ちこ | しらき ちこ | 1993年1月6日   | 静岡   | ちゃい       | 元 (exploreamo)     | -    |
| 恵梨華    | えりか      | 1992年10月18日 | 大阪   | えりか       | 元 (ひぐちとえりか) | -    |

6期生（卒業）
| 名前        | 読み            | 生年月日       | 出身地 | ニックネーム | コンビ | 備考 |
| ----------- | --------------- | -------------- | ------ | ------------ | ------ | ---- |
| 朝倉 こと姉 | あさくら ことね | 1993年2月25日  | 福岡   | ことねぇ     | -      | -    |
| 栗本 莉奈   | くりもと りな   | 1994年10月13日 | 大阪   | りななん     | -      | -    |

### その他
つぼみのリーダー（卒業）
| 名前        | 読み          | 生年月日       | 出身地 | ニックネーム | コンビ          | 備考   |
| ----------- | ------------- | -------------- | ------ | ------------ | --------------- | ------ |
| 浅本 美加   | あさもと みか | 1988年10月29日 | 大阪   | あーみー     | 元 (キンチャク) | 元･YGA |
| 安田 由紀奈 | やすだ ゆきな | 1989年1月6日   | 大阪   | やっすぅ     | 元 (キンチャク) | 元･YGA |

## オリジナルソング
(※) は共作詞。
| ガールズユニット期 (2010 - 2013) | ガールズユニット期 (2010 - 2013) | ガールズユニット期 (2010 - 2013) | ガールズユニット期 (2010 - 2013) | ガールズユニット期 (2010 - 2013) |
| 曲名                             | 作詞                             | 作曲                             | 初披露                           | 音源化                           |
| -------------------------------- | -------------------------------- | -------------------------------- | -------------------------------- | -------------------------------- |
| みんなの笑顔                     | 今井希世                         | SUGI-V                           | 2010/8/21                        | -                                |
| 目指す夢                         | 中上亜耶                         | SUGI-V                           | 2010/8/21                        | -                                |
| VITALITY!                        | 福田麻貴                         | SUGI-V                           | 2010/11/23                       | -                                |
| cheer up                         | LIBI                             | SUGI-V                           | 2011/5/29                        | -                                |
| 私はここにいる                   | ロバート古田とブライアン矢野     | ロバート古田とブライアン矢野     | 2011/10/22                       | -                                |
| キミのもとへ                     | 安田由紀奈                       | SUGI-V                           | 2012/5/5                         | -                                |
| Are you ready                    | 矢野藍子                         | SUGI-V                           | 2013/5/4                         | -                                |
| Lost Love                        | 矢野藍子                         | SUGI-V                           | 2013/6/16                        | -                                |

| アイドル化初期 (2014 - 2015)     | アイドル化初期 (2014 - 2015) | アイドル化初期 (2014 - 2015) | アイドル化初期 (2014 - 2015) | アイドル化初期 (2014 - 2015) |
| 曲名                             | 作詞                         | 作曲                         | 初披露                       | 音源化                       |
| -------------------------------- | ---------------------------- | ---------------------------- | ---------------------------- | ---------------------------- |
| 1000日前からI Love You!          | つぼみ、安斎レオ             | ジャン＝ポール高橋           | 2014/5/25                    | ○                            |
| 恋愛レギュレーション             | 安斎レオ                     | オカノアキラ                 | 2014/5/25                    | ○                            |
| 涙のパインジュース               | 安斎レオ                     | オカノアキラ                 | 2014/5/25                    | ○                            |
| ファイヤーロケット               | 安斎レオ                     | オカノアキラ                 | 2014/7/27                    | -                            |
| クラウドナイン                   | 安斎レオ                     | オカノアキラ                 | 2014/8/23                    | -                            |
| ホイップ・セレブレーション       | 安斎レオ                     | ジャン＝ポール高橋           | 2014/8/23                    | -                            |
| VITALITY! 2014                   | 福田麻貴                     | SUGI-V                       | 2014/10/26                   | -                            |
| 進め！Weekend                    | オカノアキラ                 | オカノアキラ                 | 2014/12/23                   | -                            |
| ツインテールみたいなもんでしょ？ | 安斎レオ                     | ジャン＝ポール高橋           | 2015/4/26                    | ○                            |
| 最後のKISS                       | 安斎レオ                     | オカノアキラ                 | 2015/4/26                    | ○                            |

| 現体制 (2016 - 現在)                      | 現体制 (2016 - 現在)                  | 現体制 (2016 - 現在)                  | 現体制 (2016 - 現在) | 現体制 (2016 - 現在) |
| 曲名                                      | 作詞                                  | 作曲                                  | 初披露               | 音源化               |
| ----------------------------------------- | ------------------------------------- | ------------------------------------- | -------------------- | -------------------- |
| 大阪がある！                              | つぼみ                                | 大崎隼人                              | 2016/2/19            | -                    |
| 空へ                                      | つぼみ                                | 八尋春菜                              | 2016/2/19            | ○                    |
| ニコニコつぼみ体操                        | つぼみ                                | オカノアキラ                          | 2016/5/27            | -                    |
| あなたに決めました                        | つぼみ                                | 松下典由 (※)                          | 2016/8/7             | ○                    |
| Jumping!                                  | つぼみ                                | 大崎隼人                              | 2016/8/7             | ○                    |
| ありがとうはほんの気持ちだよ              | TONEAYU                               | 石坂翔太                              | 2016/11/23           | ○                    |
| 未来への足音                              | 吉田ワタル                            | 石坂翔太                              | 2016/12/4            | ○                    |
| 妄想ダイアリー                            | 大崎隼人                              | 大崎隼人                              | 2017/3/4             | ○                    |
| All tag need                              | つぼみ                                | 大崎隼人                              | 2017/6/4             | ○                    |
| スカッとサマラバ☆                         | 吉田ワタル                            | 石坂翔太                              | 2017/7/1             | ○                    |
| 劇場シンデレラ                            | 福田麻貴                              | 石坂翔太                              | 2017/7/29            | ○                    |
| パッパラPARTY                             | つぼみ                                | MARS                                  | 2017/9/3             | ○                    |
| Je t'aime de fleur ジュテーム ド フルール | 水森依音                              | 力丸尊                                | 2017/12/28           | -                    |
| 9 (ナイン)                                | つぼみ                                | 大崎隼人 (※)                          | 2018/1/27            | ○                    |
| Dreamer                                   | つぼみ                                | NOBB-D (※)                            | 2018/7/16            | ○                    |
| リハ！                                    | つぼみ                                | 大崎隼人                              | 2018/9/2             | -                    |
| 虹の向こうへ                              | つぼみ                                | TSUKASA (※)                           | 2018/11/7            | ○                    |
| Stand up Girl                             | しより、吉岡久美子                    | U (※)                                 | 2018/11/24           | ○                    |
| TE・U・RI                                 | つぼみ                                | 大崎隼人                              | 2019/2/26            | ○                    |
| バイトやめたい                            | つぼみ                                | MARS                                  | 2019/3/7             | ○                    |
| つぼみ大革命 (2019 - )                    |                                       |                                       |                      |                      |
| 走り出せ希望                              | zopp                                  | HIDE、若田部誠                        | 2019/3/30            | ○                    |
| 笑DNA                                     | つぼみ大革命                          | DogP (※)                              | 2019/8/29            | ○                    |
| ガンバレボリューション☆                   | つぼみ大革命                          | 大崎隼人 (※)                          | 2019/9/15            | ○                    |
| 恋愛ランチ                                | つぼみ大革命                          | DogP (※)                              | 2019/12/31           | ○                    |
| ずっとラララ                              | つぼみ大革命                          | 大崎隼人                              | 2020/9/25            | ○                    |
| 逆襲のYEAH！                              | つんく♂                               | つんく♂                               | 2020/9/4             | ○                    |
| ノーテンキパラダイス                      | つぼみ大革命                          | DogP (※)                              | 2020/9/11            | ○                    |
| いつキスすんねん                          | 福田麻貴                              | 八尋春菜                              | 2020/10/7            | ○                    |
| ぷにゅ                                    | コレサワ                              | コレサワ                              | 2020/12/24           | ○                    |
| Viva!人類                                 | つぼみ大革命                          | DogP (※)                              | 2021/2/26            | ○                    |
| 2人だけのStory                            | 宮崎楓                                | Rouno (※)                             | 2021/3/5             | ○                    |
| クエスチョンマーク                        | 超能力戦士ドリアン                    | 超能力戦士ドリアン                    | 2021/10/18           | ○                    |
| 正念場DoDa (ドゥーダ)                     | zopp                                  | JUVENILE                              | 2021/10/1            | ○                    |
| バイブスガール                            | つぼみ、あさちる                      | 大竹智之                              | 2022/1/10            | ○                    |
| ちゅき♡らびゅ                             | つぼみ大革命                          | 大崎隼人 (※)                          | 2022/1/10            | ○                    |
| Jelly Beans                               | つぼみ、小池由朗                      | Masaaki Asada                         | 2022/1/22            | ○                    |
| スタートライン                            | つぼみ大革命                          | DogP (※)                              | 2022/2/7             | ○                    |
| ちゅき♡らびゅ 〜HARD ver.〜               | つぼみ大革命                          | 大崎隼人 (※)                          | 2022/6/5             | ○                    |
| JOYちむ                                   | 岡本りん、川之上智子                  | 中谷信之                              | 2022/6/19            | ○                    |
| ギミギミチョモランマ                      | ミヤジマユースケ                      | ミヤジマユースケ                      | 2022/8/7             | ○                    |
| とってもペイズリー                        | 辻クラシック (ジュースごくごく倶楽部) | 辻クラシック (ジュースごくごく倶楽部) | 2022/10/16           | ○                    |
| シンガロンパーティー                      | 吉岡久美子                            | DogP (※)                              | 2022/11/20           | ○                    |
| 踊れ Ah Ho                                | zopp                                  | GK、REDIC                             | 2022/12/31           | ○                    |
| 恋をしても一人                            | 福田麻貴                              | 西川サスケ                            | 2023/2/5             | ○                    |
| 18:48                                     | 福田麻貴                              | 西川サスケ                            | 2023/9/23            | ◯                    |
| まじモテんわ                              | つぼみ大革命                          | DogP (※)                              | 2023/9/23            | ◯                    |
| スーパーヒーロー                          | つぼみ大革命                          | DogP (※)                              | 2023/11/9            | ◯                    |
| さあ行こうぜっ！                          | つぼみ大革命                          | DogP (※)                              | 2024/1/12            | ◯                    |
| アケテーヤ                                | つぼみ大革命                          | 中谷信之 (※)                          | 2024/4/27            | ○                    |
| 美しき疲労感                              | 福田麻貴                              | DogP                                  | 2024/4/27            | ○                    |
| つぼみ大革命                              | つぼみ大革命                          | DogP                                  | 2024/9/7             | ◯                    |
| センキュー！                              | つぼみ大革命                          | 大竹智之                              | 2024/12/31           | ◯                    |
| イェイイェイイェイ！                      | 福田麻貴                              | 宗本康兵                              | 2025/3/21            | ◯                    |
| DENSETSU                                  | つぼみ大革命                          | DogP (※)                              | 2025/4/25            | ◯                    |

## ディスコグラフィ
順位はオリコン・ウィークリーランキング 。()はデイリー の最高位。

### シングル
配信シングル

### アルバム
ミニアルバム

### その他
メンバー参加の楽曲。

## タイアップ
|        | 曲名                         | タイアップ                                                            | メディア       |
| ------ | ---------------------------- | --------------------------------------------------------------------- | -------------- |
| 2015年 | 1000日前から I Love You!     | 「特盛!よしもと 今田・八光のおしゃべりジャングル」 4月度 EDテーマ     | 読売テレビ     |
| 2015年 | 1000日前から I Love You!     | 「ジモイチドライブ〜地元の一番でおもてなし旅〜」 5月度 EDテーマ       | 朝日放送       |
| 2015年 | 1000日前から I Love You!     | 「ちゃちゃ入れマンデー」 5月度 EDテーマ                               | 関西テレビ     |
| 2017年 | ありがとうはほんの気持ちだよ | 「雨上がり食楽部」 1月度 EDテーマ                                     | 関西テレビ     |
| 2017年 | スカッとサマラバ☆            | 「吉本超合金BAN」 6月度 EDテーマ                                      | 大阪チャンネル |
| 2017年 | スカッとサマラバ☆            | 「特盛!よしもと 今田・八光のおしゃべりジャングル」 7月度 EDテーマ     | 読売テレビ     |
| 2018年 | あなたに決めました           | ドラマ 「ドルメンX」 第2話 楽曲・振付け使用 (コラボ)                  | 日本テレビ     |
| 2018年 | あなたに決めました           | 「雨上がりのフォトぶら♪」 7月度 EDテーマ                              | 関西テレビ     |
| 2018年 | Dreamer                      | 「プレバト!!」 8-9月度 EDテーマ                                       | TBSテレビ      |
| 2018年 | 虹の向こうへ                 | 「ワケあり!レッドゾーン」 10月度 EDテーマ                             | 日本テレビ     |
| 2019年 | Jumping!                     | 「やすとも・友近のキメツケ!※あくまで個人の感想です」 1-2月度 EDテーマ | 関西テレビ     |
| 2019年 | TE・U・RI                    | 「雨上がりのフォトぶら♪」 4月度 EDテーマ                              | 関西テレビ     |
| 2019年 | 走り出せ希望                 | 「名門!モウカリマッカー学園 〜西梅田校新聞部〜」 4-5月度 EDテーマ     | テレビ大阪     |
| 2019年 | 走り出せ希望                 | 「ダウンタウンDX」 5-6月度 EDテーマ                                   | 日本テレビ     |
| 2019年 | みどりの遊園地               | 映画 「バイオレンス・ボイジャー」 イメージソング (Vo.樋口みどりこ)    | KATSU-do       |
| 2019年 | 笑DNA                        | 「プレバト!!」 10-11月度 EDテーマ                                     | TBSテレビ      |
| 2020年 | 恋愛ランチ                   | ドラマ 「ランチ合コン探偵～恋とグルメと謎解きと～」 主題歌            | 日本テレビ     |
| 2020年 | ずっとラララ                 | 「フォトぶら」 1-3月度 EDテーマ                                       | 関西テレビ     |
| 2020年 | ネバーランド                 | 「千原ジュニアの座王」 6-7月度 EDテーマ (Vo.こまごめピペット)         | 関西テレビ     |
| 2020年 | ノーテンキパラダイス         | 「やすとも・友近のキメツケ!※あくまで個人の感想です」 7-9月度 EDテーマ | 関西テレビ     |
| 2020年 | 逆襲のYEAH！                 | 「ダウンタウンDX」 9-10月度 EDテーマ                                  | 日本テレビ     |
| 2020年 | いつキスすんねん             | 「特盛!よしもと 今田・八光のおしゃべりジャングル」 11-12月度 EDテーマ | 読売テレビ     |
| 2021年 | -                            | 「AWA×WEGO」コラボ feat. つぼみ大革命                                 | WEGO           |
| 2021年 | ぷにゅ                       | 「華丸大吉&千鳥のテッパンいただきます!」 1-3月度 EDテーマ             | フジテレビ     |
| 2021年 | ぷにゅ                       | 「かまいたちの知らんけど」 4-5月度 EDテーマ                           | 毎日放送       |
| 2021年 | Viva!人類                    | 「土曜はナニする!?」 4-6月度 EDテーマ                                 | フジテレビ     |
| 2021年 | クエスチョンマーク           | 「オオサカエンタメナンデ!?」 番組テーマソング                         | FM大阪         |
| 2021年 | 正念場DoDa                   | 「土曜はナニする!?」 10-12月度 EDテーマ                               | フジテレビ     |
| 2022年 | Jelly Beans                  | 「火曜は全力!華大さんと千鳥くん」 2-4月度 EDテーマ                    | フジテレビ     |
| 2022年 | スタートライン               | 「にけつッ!!」 2-4月度 EDテーマ                                       | 日本テレビ     |
| 2022年 | ホントの自分                 | 「フットマップ」 4-5月度 EDテーマ (Vo.KOMAGOME)                       | 関西テレビ     |
| 2022年 | 笑DNA                        | 「ろくでなしミトリズ」 ？-5月度 EDテーマ                              | 毎日放送       |
| 2022年 | JOYちむ                      | 「土曜はナニする!?」 7-9月度 EDテーマ                                 | フジテレビ     |
| 2022年 | とってもペイズリー           | 「フットマップ」 10-12月度 EDテーマ                                   | 関西テレビ     |
| 2022年 | シンガロンパーティー         | 「にけつッ!!」 12月度 EDテーマ                                        | 日本テレビ     |
| 2023年 | 踊れ Ah Ho                   | 「川島・山内のマンガ沼」 1-2月度 EDテーマ                             | 日本テレビ     |
| 2023年 | 恋をしても一人               | 「にけつッ!!」 1月度 EDテーマ                                         | 日本テレビ     |
| 2023年 | テケテケみゅーじっく         | 「フットマップ」 4月度 EDテーマ (Vo.KOMAGOME)                         | 関西テレビ     |
| 2023年 | スーパーヒーロー             | 「ダウンタウンDX」 11-12月度 EDテーマ                                 | 日本テレビ     |
| 2024年 | モブドラゴン                 | 「今田耕司のネタバレMTG」 2-3月度 EDテーマ (Vo.岡本りん)              | 読売テレビ     |
| 2024年 | さあ行こうぜっ！             | 「ジャンクSPORTS」 4月度 EDテーマ                                     | フジテレビ     |
| 2024年 | 美しき疲労感                 | 「いろはに千鳥」 5-6月度 EDテーマ                                     | テレビ埼玉     |
| 2024年 | つぼみ大革命                 | 「千原ジュニアの座王」 10月度 EDテーマ                                | 関西テレビ     |
| 2025年 | エゴイズムマキアート         | 「フットマップ」 1月度 EDテーマ (Vo.KOMAGOME)                         | 関西テレビ     |
| 2025年 | センキュー！                 | 「浜ちゃんが!」 4月度 EDテーマ                                        | 読売テレビ     |
| 2025年 | DENSETSU                     | 「ダウンタウンDX」 5-6月度 EDテーマ                                   | 日本テレビ     |

## 出演

### テレビ
過去 (レギュラー番組)
- クイズ!紳助くん (朝日放送) - 乾
- アニメ&特撮大好き！O・BA・MA (Music Japan TV)
- あらびき団 (TBSテレビ) - りなんなん 他
- チカラコブ (eo光テレビ) - 浅本・安田
- BSブランチ (BS-TBS) - 山口
- アニメ・ナビu (サンテレビ) - 小寺
- おはよう朝日です (朝日放送) - 浅本
- music japanリクエスト J:COMスペシャル (Music Japan TV) - 浅本
- 女の子宣言!アゲぽよTV (毎日放送) - 浅本
- やかせて!ソーセージ (真夜中パンチィ、毎日放送) - 村山・今井
- キャラもん (読売テレビ)
- 見知らぬ関西新発見!みしらん (朝日放送) - 山口
- つぼみ公演 (Kawaiian TV)
- ロケみつ フライデー (毎日放送) - しより・吉岡 他
- 2時コレ!しっとぉ!? (サンテレビ) - しより・吉岡
- ボートのつぼみ (サンテレビ)　2015年10月4日 - 2016年3月27日
- どきワク関西 (J:COMチャンネル)
- KANSAI IDOL LEAGUE (Kawaiian TV)　2016年11月21日 - 2017年5月22日
- 未発見才能発掘!ぶっ壊れスキルつぼ (Kawaiian TV)　2017年4月10日 - 6月19日
- アイドル必須マニュアル「ドルセツ」 (Kawaiian TV)　2017年7月3日 - 12月18日
- 気ままに歩こーく! (奈良テレビ) - しより 他
- おはようコールABC (朝日放送) - しより・吉岡
- 混ぜるとキケン!? TSUBOMIX (Kawaiian TV)　2018年1月29日 - 2019年11月4日
- バラ売り (Kawaiian TV)　2017年1月28日 - 2019年11月6日 - 恵梨華 他
- カミワザ！ (BSよしもと) 2022年4月30日 - 2022年10月29日
- ならフライデー9 (奈良テレビ) 2017年4月14日 - 2022年11月5日 - しより・吉岡久美子

単発 (主な出演のみ)
- e-sweetsツアー つぼみ号が行く (eo光テレビ)
- 美ューティーツアー つぼみ号が行く (eo光テレビ)
- つんつべ♂ (テレビ東京)
- ツキギメ! 奇跡のムチャぶり大作戦 ムチャレンジ!! (関西テレビ)
- 笑い飯のおもしろテレビ (サンテレビ)
- マヨなか笑人 (読売テレビ) 2018年3月9日
- 女芸人No.1決定戦 THE W 2019 (日本テレビ) 2019年12月9日
- もんくもん (読売テレビ) 2020年1月19日 - 上京アイドル私生活抜き打ちチェック
- Love music (フジテレビ) 2020年1月19日 - 新春！プロモーション大会
- 有吉ジャポン (TBSテレビ) 2020年3月20日 - 鈴木1グランプリ
- 中川家&コント (BSフジ) 2020年4月7日 - マネージャー河野 ～アイドルプロデュース編～
- ズームイン!!サタデー (日本テレビ) 2021年11月13日 - アイドル&ファンあるある満載本紹介 - 糸原・岡本
- ぺこぱポジティブNEWS (テレビ朝日) 2022年3月2日・3月12日 - アイドルお悩み相談"ポジティブ会" - 恵梨華
- あれみた？ (毎日放送) 2023年7月5日・7月12日・12月11日 - VTuber Project - 依瑛たい（岡本りん）
- つぼみ大革命のAll tag need！ (BSよしもと) 2024年1月7日
- ニコイチ出張 ～社員がカメラ、まわしてみました。 (BSよしもと) 2024年12月9日 - 2025年1月6日

### ラジオ
現在
- つぼみ大革命のじゃんぐる♡レディOh! (YES-fm) 火曜日 19:00～22:00

過去 (レギュラー番組)
- 八光・スマイルのおしゃべり親分 (MBSラジオ)
- ラジオよしもと むっちゃ元気スーパー! (ラジオ大阪)
- ラジオよしもと すこぶる元気! (ラジオ大阪)
- ヨシモト*chatterbox! (YES-fm)
- 楽園Dガールズ (YES-fm)
- うふふガールズLab. (YES-fm)
- ラジオジャングル785 (えふえむ草津)
- ラジオジャングルD785 (えふえむ草津)
- NEXTをさがせ!木曜日『つぼみ大革命のガンバレボリューション☆』（ABCラジオ）
- ザ・プラン9のとびだしNSC (YES-fm)
- つぼみ大革命のOSAKA DNA (FM大阪) 2020年1月5日 - 2021年3月27日
- オオサカエンタメナンデ!? (FM大阪) 2021年4月4日 - 2023年12月30日 - 吉岡久美子

### インターネット番組
現在
- つぼみ大革命の革命ナイト (ニコニコ生放送310ch) 水曜日 20:00～21:30

過去 (レギュラー番組)
- 桜・稲垣早希とキンチャクのふくろとじ (ニコニコ生放送310ch)　2010年2月12日 - 10月1日
- もっと!桜 稲垣早希 (〃)　2010年10月8日 - 2014年4月25日
- つぼみのニコ動宣言!! (〃)　2010年2月4日 - 4月28日
- つぼみのニコニコ開花宣言 (〃)　2010年4月30日 - 10月1日
- つぼみのニコニコランド! (〃)　2010年10月6日 - 2014年4月30日
- つぼみのもっと前進! (〃)　2014年5月9日 - 2019年10月2日
- つぼみのちょっと前進! (〃)　2016年1月20日 - 2019年9月4日
- 水森依音の「水曜のフラミンゴ」 (〃)　2017年9月27日 - 2019年9月4日
- マスゲン釣りチャンネル (YouTube) - 樋口・恵梨華

単発 (主な出演のみ)
- FINAL FANTASY VII REMAKE 発売記念動画企画 こういうことでSHOW!? (Amazon Prime Video) 2020年3月10日 配信
- 矢口真里の火曜 The NIGHT (ABEMA) 2021年4月13日 - ご返済はマジで計画的に借金アイドルSP！
- 矢口真里の火曜 The NIGHT (ABEMA) 2022年6月7日 - 壁を超えろ！お笑い賞レース出場アイドル！

### 映画
- 初夜と蓮根 (2012年3月26日 公開) - HIROKA
- エル・シュリケンvs悪魔の発明 (2013年3月4日 公開) - 小寺
- アクガル (2016年4月22日 公開) - 吉岡・水森・白城・岡本
- 文福茶釜 (2018年10月20日 公開) - 樋口
- バイオレンス・ボイジャー　(2019年5月24日 公開) - 樋口（声優）

### ドラマ
- ドラマ甲子園 ～なんでやねん受験生～ (フジテレビTWO)　2015年8月30日 - 恵梨華
- 将棋居酒屋おゆき (囲碁将棋チャンネル)　2017年2月1日・3月1日 - 恵梨華
- ランチ合コン探偵 ～恋とグルメと謎解きと～ (日本テレビ)　2020年3月5日 - 杉山
- ニュース きん5時 ～ドラマ 夕顔～ (NHK総合大阪)　2022年2月4日・4月1日 - 樋口
- コンビニ★ヒーローズ ～あなたのSOSいただきました!!～ (関西テレビ)　2022年10月18日 - 樋口

### 雑誌
- 週刊プレイボーイ (安心して全裸っぽい!?グラビアチャレンジ選手権)　2016年1月25日 - しより
- グラビアザテレビジョン (生テレGP)　2017年12月18日 - しより
- 関西ウォーカー (インタビュー&トーク)　2019年3月12日
- Seventeen　2019年12月28日
- IDOL FILE
  - IDOL FILE Vol.1 関西編 (表紙)　2016年12月16日 - 松下千紘
  - IDOL FILE Vol.5 (KANSAI IDOL QUEEN)　2017年9月29日 - 糸原沙也加
  - IDOL FILE Vol.16 BIKINI (ビキニ特集)　2019年6月28日 - 水森依音
  - IDOL FILE Vol.18 BIKINI (ビキニ特集)　2020年8月23日 - 松下千紘
  - IDOL FILE Vol.19 LOLITA&GOTHIC (ロリータ特集)　2020年11月13日 - 水森依音
  - IDOL FILE Vol.22 Wedding Dress (ウエディングドレス特集)　2021年6月25日 - しより
  - IDOL FILE Vol.23 FIRST BIKINI (ビキニ特集)　2021年8月27日 - 吉岡久美子

### その他
- ええとこ見っけ隊 (大阪府) 2010年7月
- 大麻撲滅キャンペーン隊 (大阪府薬剤師会) 2011年10月
- 薬物乱用撲滅キャンペーン隊 (大阪府薬剤師会) 2012年10月
- 大阪マラソン2019 ランナー盛り上げ隊 (大阪府) 2019年12月